# アバロン半島

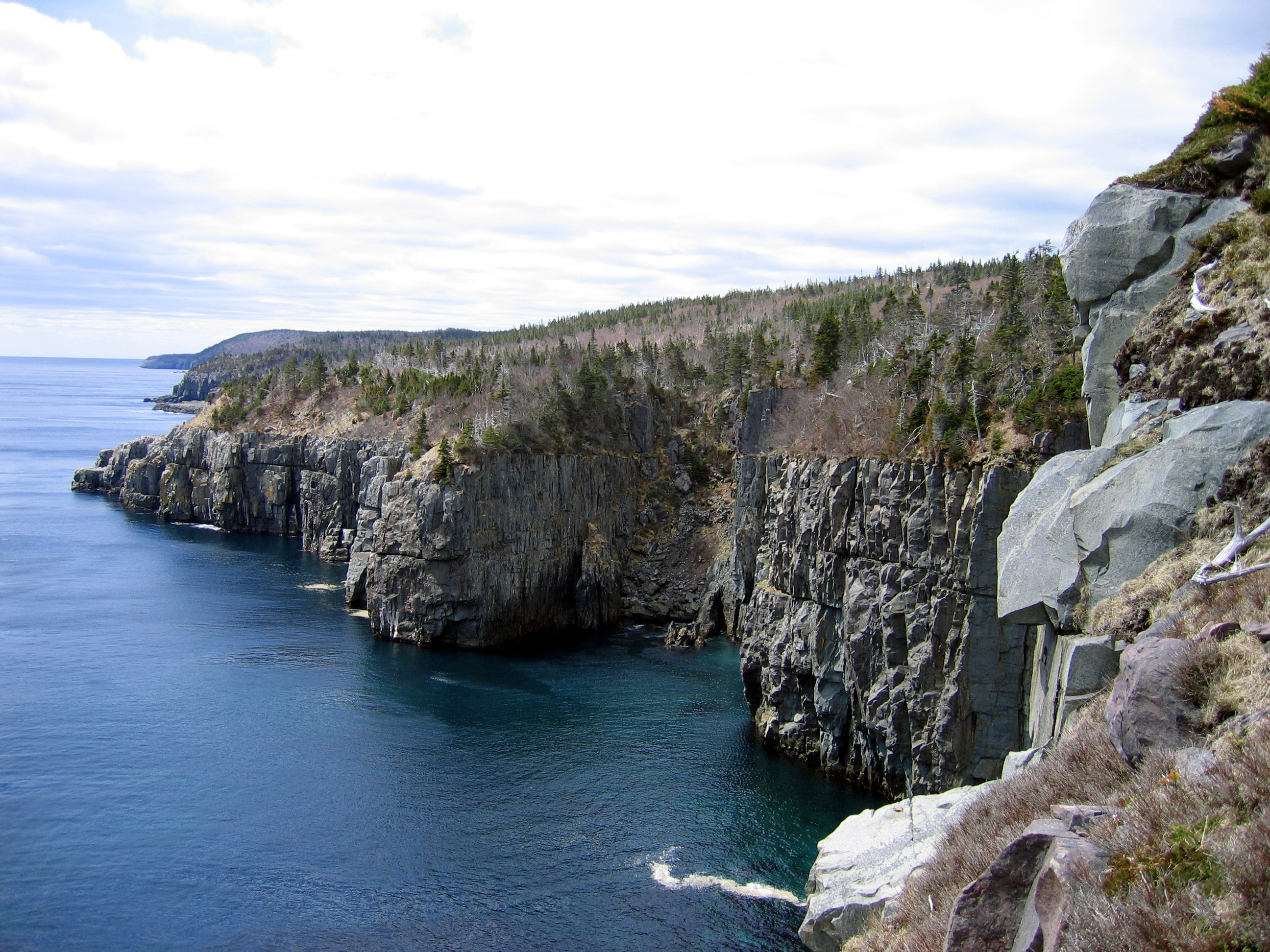
アヴァロン半島の海岸

アヴァロン半島（Avalon Peninsula）は、カナダ・ニューファンドランド島の南東部に位置する、大西洋に突き出した大きな半島である。面積は9,270平方kmに及ぶ。
アヴァロン半島の東の先端にはニューファンドランド・ラブラドール州の州都セントジョンズがあり、ニューファンドランド島の人口の40%が半島内に住んでいる。島の本土とは幅わずか5kmのアヴァロン地峡でつながっている。半島は、島の南東沖の豊かな漁場、グランドバンクに向かって突き出しており、長年ニューファンドランドの主産業である漁業の中心地であった。半島の地形はいくつもの湾が出入りする複雑なもので、主な湾には北の付け根のトリニティ湾（Trinity Bay）、北のコンセプション湾（Conception Bay）、南のセント・メアリー湾（St. Mary's Bay）、南の付け根のプラセンティア湾（Placentia Bay）がある。セントジョンズの近くにあるスピア岬（ケープ・スピア、Cape Spear）はカナダ最東端（西経52度37分）の岬で、北米最東端の岬でもある。
ミステイクン・ポイントは、知られている中では最古のエディアカラ生物群Aspidella terranovicaが発見された場所であり、この種の名前はニューファンドランドに因んでいる。
アヴァロン半島では東海岸に沿って歩くハイキング・トレイルが整備されている。セントジョンズにあるフォート・アムハーストから始まり、カッパヘイデン（Cappahayden）の村まで続く長さ215kmの道のりでは、曲がりくねった海岸線に沿って、無人の断崖絶壁や小さな漁村が続く風景を楽しめる。

## 歴史
アヴァロン半島周辺には、16世紀頃よりポルトガルやフランスの漁民が豊かな漁場を求めて往来し、彼らのつけた地名がアヴァロン半島を含めニューファンドランド各地に残っている。アヴァロン半島は、北米大陸における最初期のヨーロッパ人入植地の一つで、ブリストルを出発した商人ジョン・ガイの一行が1610年に恒久入植地・クーパーズ・コーヴ（Cuper's Cove）を築いた。その後、英国のカトリック教徒の政治家で北米入植にも熱心だったジョージ・カルヴァート（George Calvert、1580年頃 - 1632年）がこの半島の大きな土地を得た。
カルヴァートに任命されたエドワード・ウィン（Edward Wynne）は1621年に現在のフェリーランドの町に12人で上陸し、その後1625年には人口は100人に達した。1623年、カルヴァートはイングランド王より勅許を得て植民地を拡大し、これを「アヴァロン領（Province of Avalon）」と名づけた。アーサー王伝説ゆかりの地で、イングランドで最初にキリスト教が伝わった場所との言い伝えもあるアヴァロンに倣った名をつけることで、彼はここを新大陸最初のキリスト教の基盤としようとした。さらに彼は、この植民地をイングランドで迫害を受けていたカトリック信徒の避難地ともしようとした。また勅許ではアヴァロン領は、カルヴァートが領内で絶対王権を行使できる「パラティン伯領」（宮中伯領、palatinate）とされた。1625年、カルヴァートは功績をたたえられ初代ボルティモア卿になった。
しかしニューファンドランド島は、冬の強い嵐や年中を通した強風など気象条件が厳しく、アヴァロン領は悲惨な状態に陥り、1629年にはカルヴァートは植民地を放棄し、より気候の温暖な地を求めた結果、南方に後にメリーランド植民地となる場所（現アメリカ合衆国・メリーランド州）を探し当てて移転した。アヴァロン領は、1637年にサー・デイヴィッド・カーク（Sir David Kirke）と初代ハミルトン公爵ジェイムズ・ハミルトン（James Hamilton）が勅許によりニューファンドランド全島を与えられるまで、カルヴァートの家族が維持した。カルヴァートの息子でメリーランド植民地を建設した第2代ボルチモア男爵のセシル・カルヴァート（Cæcilius Calvert）は新しい勅許に抵抗した。1660年にアヴァロン領に関する古い勅許は改めて認められたが、もはや彼は古い領土へ戻ることはなかった。
アヴァロン半島はその後もニューファンドランドの中心となった。州都セントジョンズが置かれ、島内の人口の多くがこの半島内に集まっている。